# Ieros Naos Agiou Ioannou tou Baptistou (Santorin)

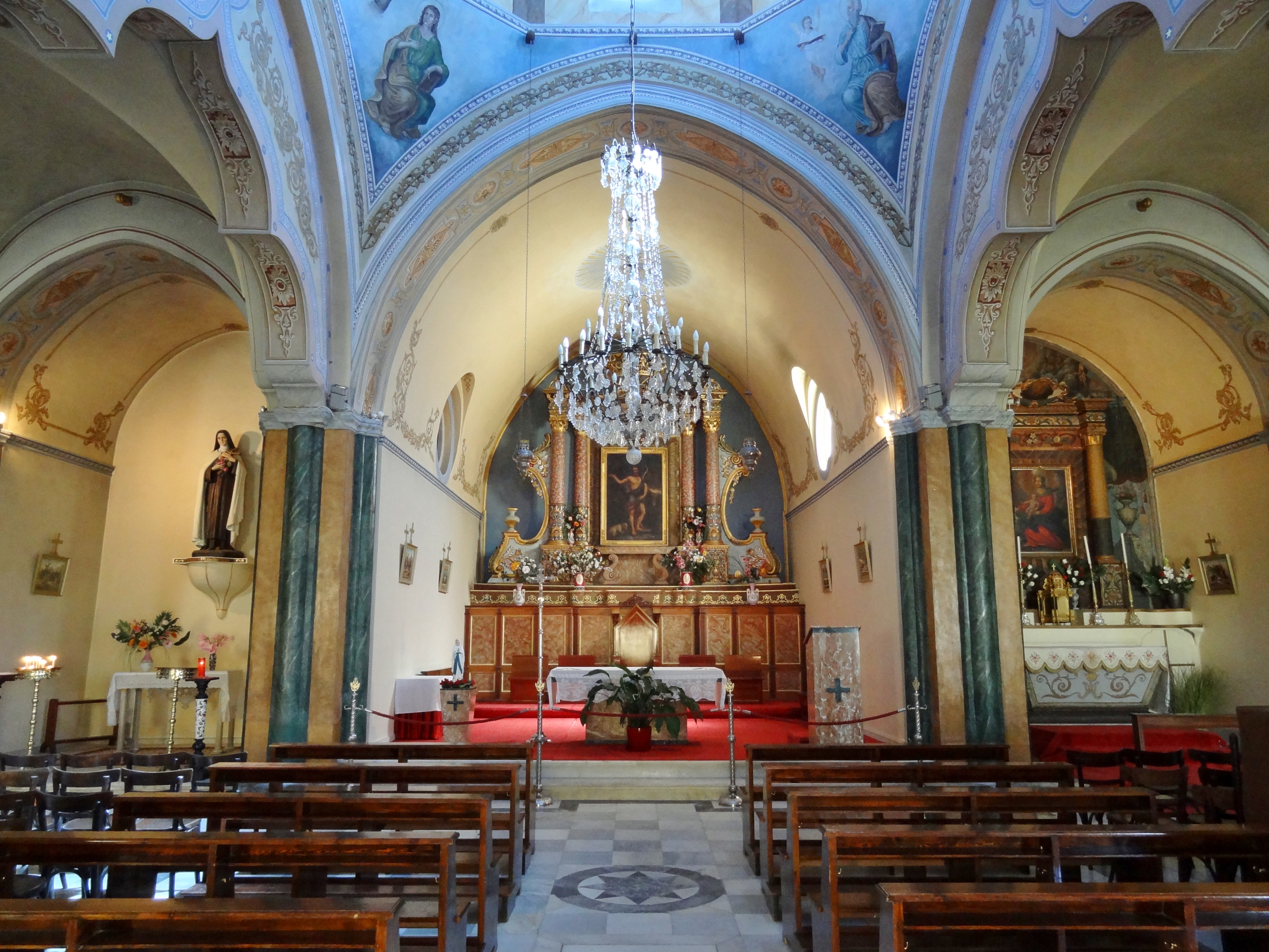
Innenraum der Kathedrale

Ieros Naos Agiou Ioannou tou Baptistou (neugriechisch Ιερός Ναός Αγίου Ιωάννου του Βαπτιστού ‚Heilige Kirche Johannes des Täufers‘) ist der Name der katholischen Kathedrale auf der griechischen Kykladeninsel Santorin (Thira). Der Johannes dem Täufer geweihte Bischofssitz ist die einzige Kirche des Bistums Santorini. Das Kirchengebäude steht im katholischen Viertel der Inselhauptstadt Fira.
Die Kathedrale von Santorin wurde 1823 errichtet. Das Erdbeben vom 9. Juli 1956 verursachte neben der völligen Zerstörung der Orgel so erhebliche Schäden, dass die Kirche anschließend 29 Jahre lang unbenutzbar war. Nach umfangreichen Reparaturen am Gebäude wurde die Kathedrale am 17. August 1975 neu geweiht.